# Notodelphys monoseta
Notodelphys monoseta är en kräftdjursart som beskrevs av Arthur Sperry Pearse 1947. Notodelphys monoseta ingår i släktet Notodelphys och familjen Notodelphyidae. Inga underarter finns listade i Catalogue of Life.